# Куция, Нико
Нико Куция (род. 15 февраля 1988, Поти) — грузинский самбист и дзюдоист. В соревнованиях по дзюдо стал чемпионом Грузии среди юниоров. В соревнованиях по самбо среди юношей Куция становился серебряным призёром первенства Европы по самбо 2005 года и победителем первенств мира 2005 и 2006 года, среди юниоров — победитель первенств Европы и мира 2008 года. Чемпион (2016), серебряный (2013, 2014) и бронзовый (2007, 2011, 2017) призёр чемпионатов Европы, серебряный (2009, 2016) и бронзовый (2006, 2011, 2012, 2014) призёр чемпионатов мира. Победитель и призёр международных турниров по самбо. Выступал в первой средней весовой категории (до 82 кг). Любимый приём — бросок через спину с колен. Тренировался под руководством Зурба Тугуши.